# Otto Wallburg

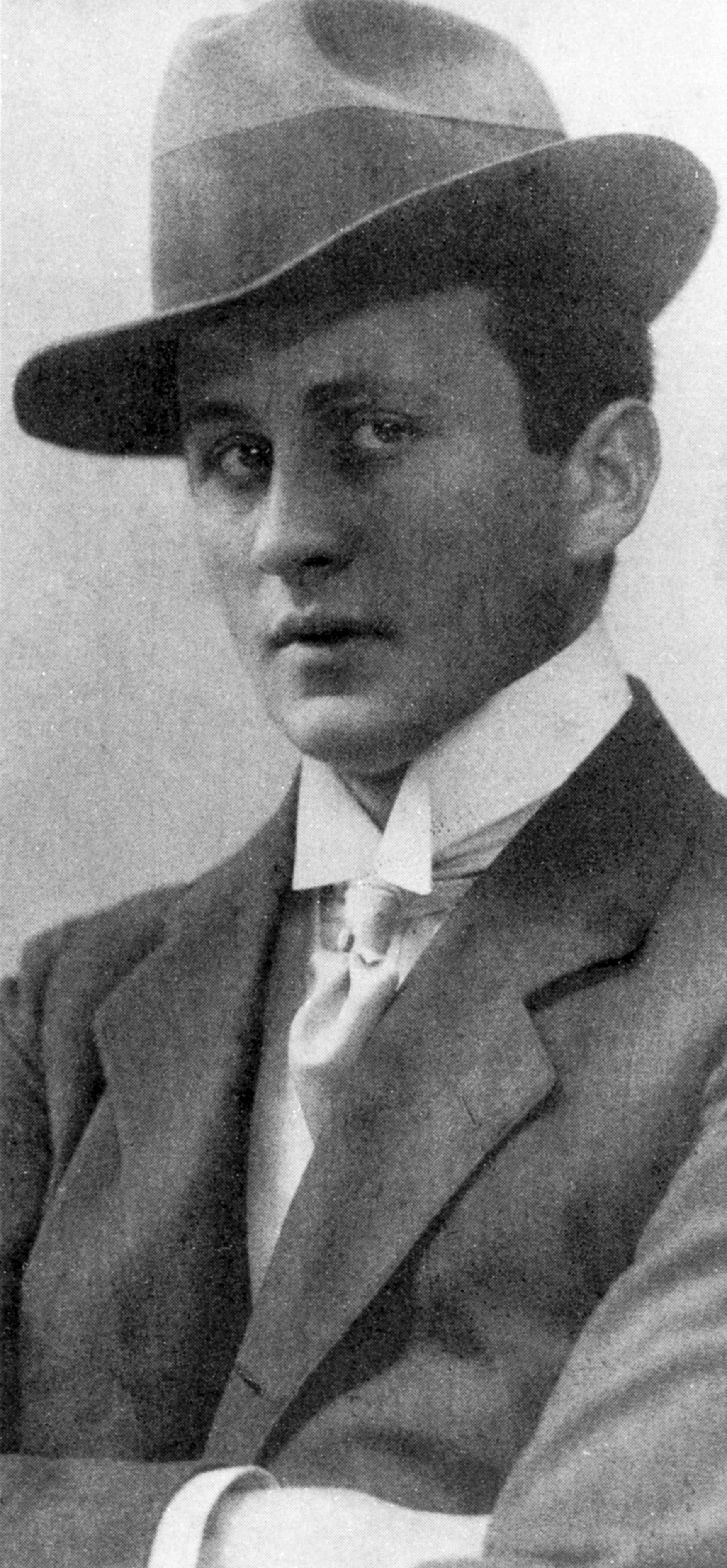
Otto Wallburg, 1909.

Otto Wallburg, född 21 februari 1889 i Berlin, Kejsardömet Tyskland, död oktober 1944 i Auschwitz-Birkenau, var en tysk skådespelare. Wallburg var under Weimarrepublikens sista tid i början av 1930-talet en mycket populär filmkomiker i Tyskland. Han hade smeknamnet "der Blubberer" på grund av sitt speciella sluddrande tal.

## Filmografi, urval
- 1929 – Natten tillhör oss
- 1930 – Hjärtan som mötas
- 1930 – Hokuspokus
- 1931 – Wien dansar och ler
- 1931 – Flickan från Luna Park
- 1931 – Hennes majestät kärleken
- 1931 – Ett litet snedsprång
- 1931 – Operamaskeraden
- 1931 – Ronny
- 1932 – 13 vid bordet
- 1932 – Bröllopsnatten
- 1932 – Vad ska jag säga min man?
- 1933 – Amor i ledband
- 1933 – Den lilla svindlerskan
- 1933 – Vilda Veronika
- 1935 – Bal på Savoy
- 1935 – Ungkarlsmamman